# Longgang (Huludao)
Longgang (chinesisch 龙港区, Pinyin Lónggǎng Qū) ist ein Stadtbezirk der bezirksfreien Stadt Huludao und bildet das Zentrum dieser Stadt. Longang hat eine Fläche von 189,7 km², 294.250 Einwohner (Stand: Zensus 2020) und liegt im Südwesten der nordostchinesischen Provinz Liaoning.
Der Stadtbezirk liegt auf einer Landzunge an der Bohai-See westlich der Stadt Jinzhou. Etwa ein Drittel seiner Fläche besteht aus Wald und Grünflächen, was ihm einen Ruf als Gartenstadt einbrachte.
An Industrie bestehen Chemiewerke, Werften und ein wichtiger Hafen. Es gibt eine Erdöl-Pipeline nach Panjin.

## Geschichte
Am Ort dieses Stadtbezirks soll bereits Kaiser Qin Shi Huang Di aus der Qin-Dynastie einen Palast errichtet haben.